# Cryptocatantops allessandricus
Cryptocatantops allessandricus är en insektsart som först beskrevs av Sjöstedt 1931.  Cryptocatantops allessandricus ingår i släktet Cryptocatantops och familjen gräshoppor. Inga underarter finns listade i Catalogue of Life.